# Inga caudata
Inga caudata là một loài rau đậu thuộc họ Fabaceae. Loài này chỉ có ở Brasil.